# Tony Dodds
Tony Boyd Dodds (Balclutha, 16 de junio de 1987) es un deportista neozelandés que compitió en triatlón.
Ganó dos medallas en el Campeonato Mundial de Triatlón por Relevos Mixtos, en los años 2010 y 2013, y una medalla de bronce en el Campeonato de Oceanía de Triatlón de 2013.

## Palmarés internacional
| Campeonato Mundial por Relevos Mixtos | Campeonato Mundial por Relevos Mixtos | Campeonato Mundial por Relevos Mixtos | Campeonato Mundial por Relevos Mixtos |
| Año                                   | Lugar                                 | Medalla                               | Prueba                                |
| ------------------------------------- | ------------------------------------- | ------------------------------------- | ------------------------------------- |
| 2010                                  | Lausana (Suiza)                       | Medalla de bronce                     | Relevo mixto                          |
| 2013                                  | Hamburgo (Alemania)                   | Medalla de plata                      | Relevo mixto                          |
| Campeonato de Oceanía                 |                                       |                                       |                                       |
| Año                                   | Lugar                                 | Medalla                               | Prueba                                |
| 2013                                  | Wellington (Nueva Zelanda)            | Medalla de bronce                     | Individual                            |